# Giungla di cemento (film)
Giungla di cemento (The Criminal) è un film del 1960 diretto da Joseph Losey.

## Trama
Scontato un periodo di detenzione a Reading, Johnny Bannion, malavitoso cinico, ma leale, si riunisce alla banda, con la quale organizza la rapina ad un ippodromo, che frutta un cospicuo bottino di 40.000 sterline. Tradito dalla sua ex, Maggie, gelosa della sua relazione con Suzanne, è costretto a tornare all'"ovile", con la prospettiva di una lunga permanenza, prima di poter godere il frutto delle sue fatiche. Del resto, la sua conoscenza dell'ambiente del carcere e il rispetto di cui gode da parte di detenuti e anche secondini rendono sopportabile tale prospettiva.
Ma notizie provenienti dall'esterno mandano all'aria i suoi piani. Carter, il suo braccio destro, ha costretto gli altri membri della gang a rinunciare alla loro quota, anche eliminando chi non accettava, e tiene sotto custodia Suzanne, convinto, erroneamente, che la donna conosca il luogo in cui Johnny ha sepolto il bottino. Per evadere e farsi giustizia, Johnny deve sottostare alle esose condizioni poste da Saffron, influente boss della malavita, anche lui detenuto. La rivolta carceraria, da quest'ultimo orchestrata con la complicità delle guardie e il conseguente trasferimento di Johnny ad un altro istituto di pena, durante il quale viene liberato, gli costano la rinuncia a tutto il denaro.
Ma Saffron e Carter operano di comune intesa. A Johnny viene imposto di consegnare il malloppo e poi sparire in un paese estero. La sua ultima fuga verso una libertà che gli è stata negata anche fuori del carcere si conclude con la morte. Attorno al suo cadavere, in un immenso campo, ci si affanna a scavare in un'impossibile ricerca del tesoro.

## Produzione
Prodotto dalla Merton Park Studios, il film fu girato con un budget stimato di 200.000 sterline.

## Distribuzione
Distribuito dall'Anglo-Amalgamated Film Distributors, il film uscì nelle sale cinematografiche britanniche il 13 settembre 1960. Nel 1961, fu distribuito in Germania Ovest (17 marzo, come Die Spur führt ins Nichts), Francia (22 marzo, come Les Criminels), Austria (in maggio) e Svezia (18 settembre). Nel 1962, la Fanfare Films lo distribuì negli Stati Uniti dove venne presentato in prima a Filadelfia il 6 giugno con il titolo Concrete Jungle. Il 31 agosto, distribuito dalla Nippon Herald Films, uscì in Giappone e il 9 dicembre 1966, distribuito dalla Parvisfilmi, in Finlandia.

### Osservazioni critiche
Un universo claustrofobico, scenografie oppressive, una "claustrofobia morale degli interni" sono elementi costanti dei film del periodo inglese di Joseph Losey, dopo che le attenzioni a lui rivolte dalla Commissione per le attività antiamericane nel 1951 lo avevano indotto a non tornare negli USA dall'Italia, dove, per la United Artists stava girando Imbarco a mezzanotte. In Giungla di cemento, i rapporti di potere, la corruzione sociale vengono inseguiti negli interni di un carcere, ricostruiti dalla stretta collaborazione dello scenografo Scott MacGregor e i meticolosi storyboard del regista, debitore, in questa sua economia degli spazi, di Bertold Brecht, con cui aveva collaborato dal 1942.
Il ruolo di protagonista fu affidato a Stanley Baker, "eroe proletario (anche d'origine)", la cui collaborazione con Losey in diversi altri film (L'inchiesta dell'ispettore Morgan del 1959, Eva del 1962, L'incidente del 1967), contribuì in modo significativo alla sua affermazione.